# 振動数
振動数（しんどうすう、英語：frequency）は、物理学において等速円運動あるいは単振動などの振動運動や波動が単位時間当たりに繰り返される回数である。振動数は、運動の周期の逆数であり、単位はヘルツ（Hz）。
「周波数」も英語では frequency(ラテン語で「“frequentia”」から) であり根本的には同じことであるが、「周波数」がおもに電気振動（電磁波や振動電流）のような電気工学・電波工学または音響工学などで用いられる工学用語であるのに対し、力学的運動など自然科学（理学）における物理現象には「振動数」が用いられることが多い。一般的には記号 f を用いて表されるが、光の振動数などはν（ニュー）の記号を用いられることが多い。
等速円運動においては、振動数は「回転速度（回転数）」と同じ数値になるが、単位は異なる。

## 定義
振動・波動では、振動数 f は周期 T の逆数であり、次の式で表される。
{\displaystyle f={\frac {1}{T}}}

### 等速円運動
等速円運動では、円周の長さが 2 π ラジアン(rad)であるから、角速度（角振動数）を ω とすると
{\displaystyle \omega T={\frac {\omega }{f}}=2\pi }
が成り立ち、振動数 f と角振動数 ω の関係は
{\displaystyle f={\frac {\omega }{2\pi }}}
または
{\displaystyle \omega =2\pi f}
で表される。

### 波動現象
波動では、波長を λ、波の速さを v とすると
{\displaystyle vT={\frac {v}{f}}=\lambda }
が成り立ち、振動数 f は
{\displaystyle f={\frac {v}{\lambda }}}
で表される。